# Judenverfolgung in Przemyśl
Die Judenverfolgung in Przemyśl durch das nationalsozialistische System erfolgte in den Jahren 1939 bis 1944 in mehreren Wellen. Dies führte schließlich zur fast vollständigen Ausrottung der jüdischen Bevölkerung der polnischen Stadt.

## Chronologie

### Deutsche Besetzung
Vor Beginn des Zweiten Weltkriegs lebten in Przemyśl etwa 24.000 Juden, die vollständig in den polnischen Alltag integriert waren.
Nach dem deutschen Überfall auf Polen fielen am 7. September 1939 die ersten Bomben auf Przemyśl, das am 14. September 1939 von deutschen Truppen besetzt wurde. Unmittelbar danach begann man damit, wichtige jüdische Persönlichkeiten des öffentlichen Lebens festzunehmen. Hierzu zählten Ärzte, Richter, Intellektuelle, Industrielle und Geschäftsleute. Aber auch politisch aktive Juden oder Flüchtlinge aus dem Westen gehörten dazu. Aufgrund des Hitler-Stalin-Paktes und der daraus am 17. September 1939 resultierenden sowjetischen Besetzung Ostpolens rückten die russischen Truppen in Ostpolen ein. Am 26. September erreichten sie Przemyśl. Der durch die Stadt fließende Fluss San wurde zur Demarkationslinie zwischen deutschen und sowjetischen Truppen.
Vor der Übergabe der Stadt an die Sowjets töteten die deutschen Truppen im Massaker von Przemyśl 600 Juden. Diese wurden im Außenbereich der Stadt erschossen und in Massengräbern beigesetzt. Diese Aktion gehörte zum Unternehmen Tannenberg und wurde hauptsächlich durch die 1. Gebirgsdivision verübt. Lediglich 102 Exekutierte konnten identifiziert werden.
Während der sowjetischen Besetzung von Przemyśl wurden zwischen April und Mai 1940 etwa 7000 Juden in die Sowjetunion deportiert.
Im Przemyśler Stadtteil Zasanie, der weiterhin von deutschen Truppen besetzt war, verblieben nur wenige jüdische Bewohner, die zusammengepfercht in zwei Häusern untergebracht wurden. Im Frühjahr 1940 wurde ein Judenrat geschaffen, dem Anna Feingold vorstand. Armbinden mit dem Judenstern wurden für Juden in Zasanie Pflicht.

### Erste Maßnahmen
Nach Bruch des Ribbentrop-Molotow-Paktes besetzten deutsche Truppen am 28. Juni 1941 erneut Przemyśl. Zu diesem Zeitpunkt lebten dort etwa 16.500 Juden. Umgehend begann man damit, unter der jüdischen Bevölkerung Zwangsarbeiter zu rekrutieren. Eine Registrierung der jüdischen Bevölkerung wurde vorgeschrieben. Als Gegenmaßnahme gründeten die Juden ein Komitee, um sich besser gegen die Repressalien schützen zu können. Vorsitzender war Ignaz Duldig. Die Gestapo ordnete an, dass die jüdische Bevölkerung nun auch in ganz Przemyśl den Judenstern tragen müsse, um sie dadurch öffentlich zu brandmarken. Gleichzeitig wurde ein Judenrat für Przemyśl unter Leitung von Ignaz Duldig eingerichtet. Jüdisches Eigentum musste zum Teil abgegeben werden, jüdische Studenten wurden gezwungen, die Straßenreinigung sowie die Müllabfuhr zu übernehmen. In den Straßen wurden Plakate aufgehängt, die die Juden als „Ungeziefer“ oder „Läuse“ beschimpften.

### Deportationen
Aus der Region wurden etwa 5000 Juden nach Przemyśl gebracht. Es kam zu ersten Deportationen in das Konzentrationslager Janowska. Dabei wurden bereits am 28. Juni, dem Tag des Einrückens deutscher Truppen, 1000 Juden deportiert. Die Gestapo hatte dem Judenrat mitgeteilt, dass diese Anzahl junger, arbeitsfähiger Personen für Arbeiten benötigt wurde. Als Gegenleistung versprach man, dass die Juden in Przemyśl von weiteren Repressalien verschont blieben. Zahlreiche Angehörige der Deportierten wurden von der SS erschossen, da die Trennung der Familien nicht rasch genug verlief. Versuche, sich der Abschiebung zu widersetzen, wurden mit dem Tode durch Erschießen bestraft.
Juden mussten im Winter des Jahres 1941/1942 einen großen Teil ihres Besitzes abgeben. Am 26. Dezember 1941 drang Schutzpolizei in jüdische Haushalte ein und konfiszierte Pelze und wärmende Gegenstände wie beispielsweise Winterstiefel, Mäntel oder Pelzkappen.
Es wurde den Juden verboten, Einkäufe zu den üblichen Marktzeiten durchzuführen. Lediglich zwischen Sonnenaufgang und 8 Uhr morgens sowie nach 18 Uhr war dies zulässig. Mit Prügelstrafen, teilweise auch Todesstrafen, wurde Missachtung dieser Vorgaben bestraft.

### Einrichtung eines Ghettos
Am 14. Juli 1942 wurde bekannt gegeben, dass in Przemyśl ein jüdisches Ghetto im Stadtteil Garbarze eingerichtet werden soll. Am gleichen Tag erfolgte die Abgrenzung dieses Gebietes von der übrigen Stadt. Das Ghetto wurde inzwischen von 20.000 bis 24.000 Juden bewohnt. Am 26. Juli wurden erneut Zwangsarbeiter rekrutiert, am Folgetag 6.500 Juden ins Vernichtungslager Belzec deportiert, Ignaz Duldig sowie sein Stellvertreter im Judenrat wurden erschossen. Am 31. Juli sowie am 3. August 1942 verließen Transporte mit jeweils 3.000 Juden die Stadt in Richtung Belzec. Die Transportkosten wurden den Juden in Rechnung gestellt. Zusätzlich zwang man die noch verbliebenen Juden, den größten Teil ihres Geldes der Gestapo zu übergeben.
Das Ghetto wurde verkleinert, wobei die Juden für die Kosten des Stacheldrahtes, der das Lager umgab, aufkommen mussten. Ende August 1942 wurden von der Gestapo in Przemyśl 100 Juden ermordet. Mitte November 1942 begannen die Juden damit, für sich Verstecke einzurichten. Es erging die Anordnung der Gestapo, Juden ohne ausreichende Arbeitspapiere zu deportieren, wobei dem Judenrat lediglich 5000 Arbeitspapiere übergeben wurden. Im Rahmen dieser Maßnahme sollte am 18. November 1942 die Deportation von 8.000 Juden erfolgen. Am angeordneten Sammelpunkt fanden sich aber nur ca. 3.500 Personen ein. Der Rest versteckte sich, um so der Maßnahme zu entgehen. Eine Suche der Gestapo folgte, wobei etwa 500 Juden entdeckt wurden. Diese wurden zusammen mit den übrigen 3.500 Personen nach Belzec deportiert.
Man unterteilte das Ghetto. Im Bereich A lebten die für Arbeitseinsätze benötigten Juden. Hierbei handelte es sich um etwa 1.300 Personen. Unterscharführer Josef Schwammberger war der für diesen Lagerbereich Verantwortliche. Dieser Ghettobereich wurde offiziell als Arbeitslager deklariert. Im Bereich B lebten die Juden, die die Gestapo für arbeitsuntauglich hielt.

### Auflösung des Ghettos
1943 begann die Auflösung des Ghettos. Am 23. September 1943 wurden aus Bereich B 3.500 Juden nach Auschwitz deportiert. Zusätzlich erfolgte die Deportation von 600 Juden aus dem Bereich A. Diese wurden über den in der Woiwodschaft Karpatenvorland gelegenen Ort Szebnie nach Auschwitz deportiert.
Es gab im Ghetto keinen nennenswerten Widerstand gegen die Maßnahmen. So ist lediglich ein Ausbruchsversuch von zwölf Männern überliefert. Elf von ihnen wurden auf der Flucht erschossen, der Zwölfte gefasst und öffentlich hingerichtet.
Dem Versprechen der Gestapo, in ein Arbeitslager abgeschoben zu werden, vertrauten Anfang September 1943 1580 Juden und ergaben sich. Nach Abgabe ihrer Wertsachen und Kleidungsstücke wurden sie am 11. September 1943 in Gruppen zu fünfzig Personen im Hof des Judenrates erschossen. Diese so genannte Turnhallen-Aktion fand etwa 200 Meter vom Stadtzentrum entfernt statt.
Die Gestapo spürte sich versteckt haltende Juden auf, trieb sie zusammen. So erschoss sie am 11. September 1943 1000 Personen am Stadtrand von Przemyśl. Aus der Region wurden am 28. September 1943 weitere 100 Juden in die Stadt gebracht, die jedoch gleich nach Auschwitz deportiert wurden. Die letzten 1500 Juden des Ghettos wurden Ende Februar 1944 über das südpolnische Stalowa Wola nach Auschwitz gebracht.
Ende Februar 1944 wurde das Ghetto zerstört. Die letzten 27 entdeckten Juden wurden im Mai 1944 aufgespürt und erschossen. Die Familie, die sie versteckt gehalten hatte, richtete man ebenfalls hin. Im Laufe der folgenden Monate wurden zusätzliche 100 versteckt lebende Juden von der SS aufgespürt und ermordet. Lediglich 300 der ursprünglich in Przemyśl lebenden Juden überlebten.
Am 27. Juli 1944 wurde die Stadt von den heranrückenden sowjetischen Truppen eingenommen.

## Rettungsversuche durch Albert Battel
Oberleutnant Albert Battel, Adjutant des örtlichen Militärkommandanten der Region Major Liedtke, versuchte, den Teil der Juden, der für die Wehrmacht Zwangsarbeit verrichtete – so genannte Wehrmachtsjuden – vor einer Deportation zu bewahren. Sein Antrag an die Gestapo, diese Gruppe in Przemyśl zu belassen, wurde jedoch abgelehnt. Als Reaktion ließ Battel von der Wehrmacht die Brücke über den San gegen die SS sperren. Die Brücke war der Zugang zum Ghetto. So verhinderte er zunächst eine von der SS geplante Deportation. Ihm gelang es mit zwei Lastkraftwagen etwa 240 Juden in Sicherheit zu bringen, bevor die SS ins Ghetto eindrang. Später ließ er etwa 500 Insassen des Ghettos in eine Kaserne überführen; in deren Kellerräumen entgingen sie der Deportation in Vernichtungslager. Für seine Taten wurde er in die Liste der Gerechten unter den Völkern aus Deutschland aufgenommen.